# Autopsie d'un mensonge
Pour plus de détails, voir Fiche technique et Distribution.
Autopsie d'un mensonge est un documentaire français réalisé par Jacques Tarnero, sorti en 2001.

## Synopsis
Le sociologue Jacques Tarnero dénonce le négationnisme de la Shoah en révélant la fausseté du propos révisionniste.

## Fiche technique
- Titre : Autopsie d'un mensonge
- Réalisation : Jacques Tarnero
- Scénario : Bernard Cohn et Jacques Tarnero
- Montage : Michèle Hollander
- Société de production : Canal+,  Lili Productions et Moïra Productions
- Pays :  France
- Genre : documentaire
- Durée : 100 minutes
- Dates de sortie : 
  - France : 17 janvier 2001

## Accueil
Pour François Gorin de Télérama, le film « a le double mérite de laisser ouvert son sujet, et de faire œuvre utile ». Serge Kaganski pour Les Inrockuptibles estime que le film « vaut plus pour son contenu, remarquablement pédagogique, que pour ses qualités cinématographiques, assez virtuelles ».